# Казаледжо-Новара
Казаледжо-Новара (італ. Casaleggio Novara, п'єм. Casalegg) — муніципалітет в Італії, у регіоні П'ємонт,  провінція Новара.
Казаледжо-Новара розташоване на відстані близько 520 км на північний захід від Рима, 80 км на північний схід від Турина, 10 км на захід від Новари.
Населення — 930 осіб (2014).
Щорічний фестиваль відбувається 25 та 26 липня. Покровитель — Giacomo.

## Демографія
Населення за роками:

Станом на 1 січня 2023 року в муніципалітеті офіційно проживали 32 іноземці з 12 країн, серед них 13 громадян країн Євросоюзу та 9 громадян України.

## Сусідні муніципалітети
- Бріона
- Кастеллаццо-Новарезе
- Манделло-Вітта
- Сан-П'єтро-Мозеццо
- Віколунго